# Adégalité
L’adégalité, dans l'histoire du calcul infinitésimal, est une technique développée par Pierre de Fermat, qu'il dit avoir empruntée à Diophante. L'adégalité a été interprétée par certains chercheurs comme signifiant « l'égalité approximative ». John Stillwell illustre la technique dans le cadre de différentiation de {\displaystyle y=x^{2}} comme suit. Si nous désignons l'adégalité par {\displaystyle =_{ad}}, alors il est juste de dire que
{\displaystyle 2x+\mathrm {d} x=_{ad}2x\,}
et donc que {\displaystyle \mathrm {d} y/\mathrm {d} x} pour la parabole est adégal à {\displaystyle 2x}. Cependant, {\displaystyle 2x+\mathrm {d} x} n'est pas un nombre ; en fait, {\displaystyle 2x} est le seul nombre auquel {\displaystyle \mathrm {d} y/\mathrm {d} x} est adégal. C'est le « vrai » sens dans lequel {\displaystyle \mathrm {d} y/\mathrm {d} x} représente la pente de la courbe. Une procédure similaire en analyse non standard consiste à déterminer la partie standard (ou ombre) d’un réel donné.